# Cirier (métier)
Cet article concerne le métier de cirier. Pour l'arbre cirier, voir Arbre à suif. Pour l'abeille cirière, voir Abeille ouvrière.
Le cirier et le ciergier sont des artisans qui travaillent la cire pour en fabriquer des bougies et des cierges.
De l'avis des rédacteurs du Dictionnaire technologique (1824), « le nom de cirier par lequel on le désigne aujourd’hui [le ciergier, en 1824] lui convient mieux, attendu que celui qui travaille la cire ne se borne pas à faire des cierges; mais il fabrique encore avec de la cire, des bougies de toutes espèce, etc ».

## Procédés de fabrication
Pour fabriquer des bougies, une des techniques utilisée par le cirier consiste à jeter régulièrement de petites quantités de cire liquide sur une mèche de la longueur appropriée, suspendue avec d'autres généralement sur un cerceau pivotant : la cire se fixe sur la mèche ou la cire déjà fixée et le cirier cesse quand le volume souhaité est obtenu. Le deuxième temps est celui d'une amélioration de la forme et de l'apparence, le plus souvent, en conservant à la bougie une certaine température et donc plasticité. L'atelier du cirier est par conséquent un local où il fait chaud.